# Qaanaaq-Museum
Das Qaanaaq-Museum (dänisch Qaanaaq Museum/Thule Museum, grönländisch Avanersuup Katersugaasivia) ist das Heimatmuseum (Lokalmuseum) von Qaanaaq.

## Geschichte
Am 31. März 1979 wurde in Qaanaaq ein Museumsverein gegründet, um Gegenstände einzusammeln und ein Museumsgebäude zu erhalten. Bereits von Anfang an hatte man das Ziel, die alte Assistentenwohnung von Knud Rasmussens und Peter Freuchens Thule-Station in Uummannaq (Dundas) als Museum verwenden zu können. Das Gebäude befand sich zu diesem Zeitpunkt im Besitz von GTO, die es an die Regierung übergaben, die es an die Gemeinde Qaanaaq weitergaben. Daraufhin wurde es 1986 in Uummannaq abgebaut und in Qaanaaq wieder aufgebaut, wo das Museum im März 1987 eröffnete.

## Gebäude
Das Gebäude wurde ursprünglich 1910 errichtet. Es ist geschützt. Für detaillierte Beschreibungen zur Geschichte und Architektur, siehe die Liste der Baudenkmäler in Qaanaaq.

## Ausstellung
Mit Stand 2004 befanden sich im Museum vor allem Ausstellungen zur Frühgeschichte Nordgrönlands und zur Kolonialzeit im 20. Jahrhundert. Es werden Fotos, Werkzeuge, Kunsthandwerk und eine Tracht ausgestellt sowie ein Teil des Cape-York-Meteoriten.